# Wojciech Komorowski
Wojciech Jerzy Edward Komorowski (ur. 13 kwietnia 1839 w St. Christof, zm. 20 stycznia 1879) – oficer austriacki, kapitan i pułkownik wojsk powstańczych w l. 1863–1864, dowódca wyprawy na Poryck.

## Życiorys

### Rodzina
Wojciech był synem hr. Edwarda Adama Piotra Komorowskiego h. Korczak (1810–1865) i Krystyny baronówny Hildprandt und zu Ottenhausen (1818–1852). Starszy o rok brat Wojciecha – Karol Józef Edward (1838–1901) był rotmistrzem w wojsku austriackim, a od 1879 r. szambelanem cesarza Franciszka Józefa I.
Z żoną Henryką z Mierów doczekał się czworga dzieci: Jerzego, ok. 1860 – ok. 1870, Marii Magdaleny (1862–1947), Stefana (1863–?) i Adama (1864–1904).

### Wojsko austriackie
W latach 1859–1860 jako porucznik wojsk austriackich walczył w wojnie włoskiej w składzie 3 pułku piechoty. Odznaczył się w boju pod Montebello, za co otrzymał Order Korony Żelaznej. Po wojnie odszedł z czynnej służby i osiadł na roli. 10 czerwca 1860 pojął za żonę Henrykę Mier, w 1860 urodził im się syn Jerzy, a w 1862 córka Maria Magdalena.

### Powstanie styczniowe
W lutym 1863 r. wstąpił do oddziałów Mariana Langiewicza, do formowanego przez Fr. de Rochebrune’a pułku żuawów. Jako oficer austriacki otrzymał dowództwo 2 kompanii w randze kapitana. Odbył całą kampanię pod dowództwem Langiewicza i był ranny w Bitwie pod Grochowiskami 18 marca 1863.
Po przekroczeniu granicy austriackiej Galicji Komorowski otrzymał od rządu narodowego rozkaz sformowania nowego 800 osobowego oddziału, z którym jako pułkownik miał powrócić około 15 maja 1863 na teren Królestwa kongresowego z rejonu Krakowa. Z nieznanych przyczyn dobrze znane są dopiero późniejsze, kilkumiesięczne działania zmierzające do sformowania oddziału prowadzone w okolicach Lwowa. Oddział wedle uchwały na naradzie w Krakowie w końcu września 1863 miał zostać użyty w wielostronnym uderzeniu na województwo lubelskie dla wyparcia zeń nieprzyjaciela i stworzenia bazy powstańczej. Oddziały IV, VI i VII (ten ostatni stworzony przez Komorowskiego) miały wkroczyć na Wołyń i cofnąć się na Lubelszczyznę. Jednakże plan zawiódł z powodu braku zgrania w czasie działań poszczególnych jednostek oraz demoralizacji w siłach M. Heydenreicha na skutek waśni i niesubordynacji podwładnych (sprawa R. Sienkiewicza i F. de Rochebrune’a). Nie potrafiąc opanować sytuacji, M. Heydenreich przekazał dowodzenie również oddziałami IV i VI Wojciechowi Komorowskiemu z poleceniem wkroczenia na Wołyń. 1 listopada 1863 Komorowski z kilkusetosobowym oddziałem starł się z oddziałem rosyjskim i opanował opuszczony Poryck. 2 listopada powstańcy zostali okrążeni przez Rosjan, ale przedarli się blisko granicy z austriacką Galicją z zamiarem podążenia następnie na Lubelszczyznę. Tuż nad granicą doszło do ponownego starcia z oddziałami rosyjskimi, jednak oddział zdołał przejść granicę, powstrzymując Rosjan od wkroczenia do Galicji. Ceną była kapitulacja części oddziału przed wojskami austriackimi i rozproszenie pozostałych.
Komorowski zebrał część powstańców biorących udział w wyprawie na Poryck, sformował w oddział kawalerii i poprowadził do Kongresówki, jednak ten oddział został rozbity 17 stycznia 1864 pod Starą Wsią. Wojciech Komorowski był bardzo ceniony przez swych żołnierzy, m.in. otrzymał od nich złoty pierścień z napisem: „VII oddział swemu wodzowi”. Współcześni cenili jego męstwo i zdolności taktyczne.

### Dalsze lata
Po zakończeniu walk Wojciechowi Komorowskiemu udało się wrócić do gospodarowania na roli i życia rodzinnego. W roku 1867 został członkiem krośnieńskiej Rady Powiatowej. Zmarł we Lwowie 20 stycznia 1879.